# Kriegerdenkmal (Langschied)

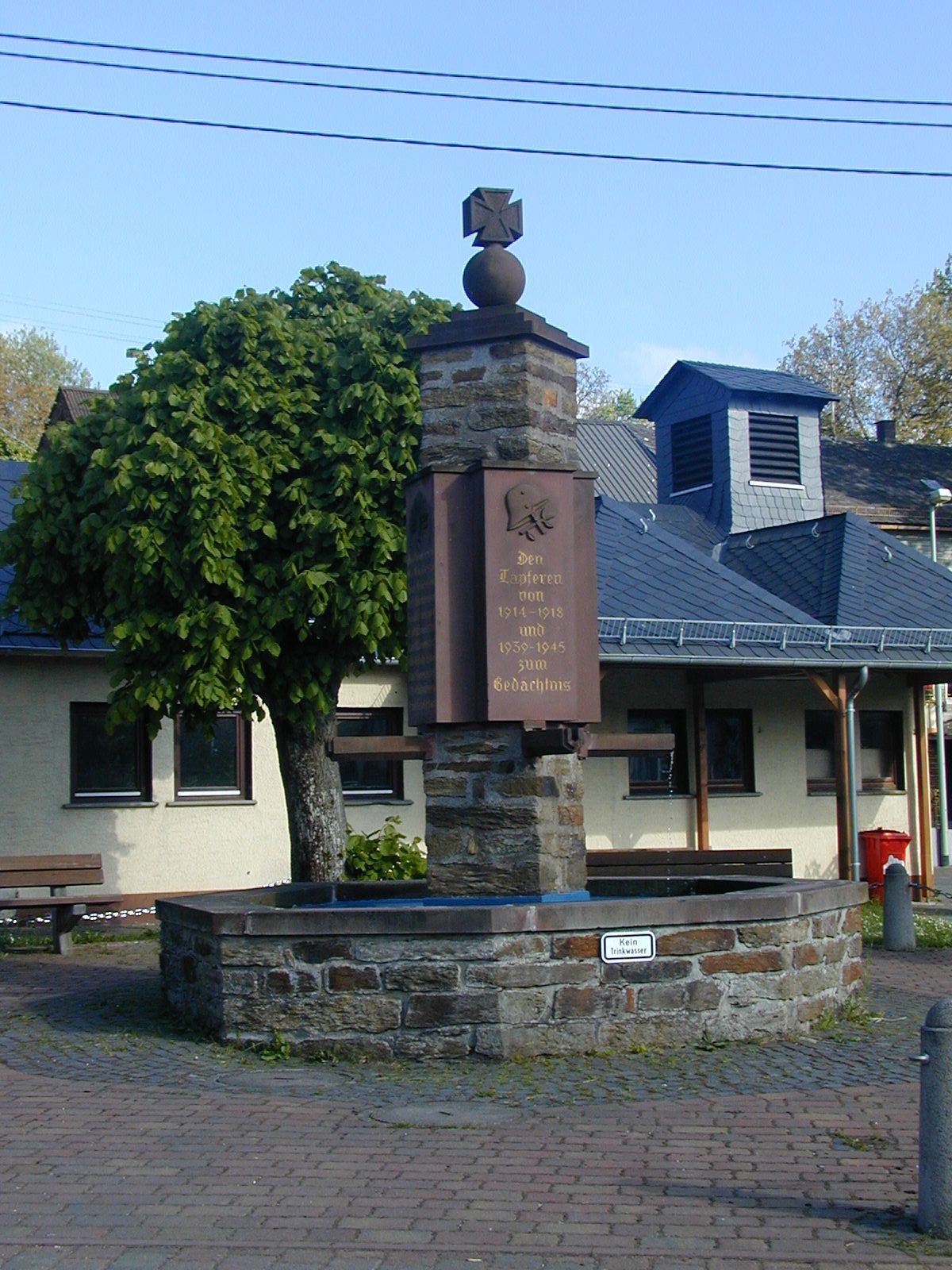
Kriegerdenkmal Dorfmitte Langschied

Das Kriegerdenkmal in Heidenrod-Langschied im hessischen Rheingau-Taunus-Kreis ist ein Ehrenmal für die aus dem Ort stammenden Soldaten, die im Ersten und Zweiten Weltkrieg gefallen sind.
Das Denkmal wurde um 1936 in der Mitte des Dorfes errichtet und 1955 ergänzt. In einer für Kriegerdenkmale ungewöhnlichen Form wurde es als Brunnen ausgeführt. In der Mitte eines oktogonalen Beckens ragt ein etwa vier Meter hoher Brunnenstock empor. Beide Elemente sind aus behauenem Bruchstein gemauert. Abgeschlossen wird der Brunnenstock durch eine Steinkugel, auf ihr aufgesetzt ein aus Stein geformtes Eisernes Kreuz.
Nachträglich wurden in den 1950er Jahren an den Kanten des Brunnenstocks Steintafeln angebracht. Sie enthalten neben den Namen der Gefallenen folgende Inschrift:
Den Tapferen von 1914 bis 1918
und 1939 bis 1945 zum Gedächtnis